# فيل بروغان
فيل بروغان (بالإنجليزية: Phil Brogan)‏ هو صحفي ومؤرخ وعالم فلك وجغرافي وجيولوجي أمريكي، ولد في 23 مارس 1896 في ذا داليس في الولايات المتحدة، وتوفي في 30 مايو 1983 في دنفر في الولايات المتحدة.